# Niclas Kirkeløkke
Niclas Kirkeløkke (26. ožujka 1994.), danski rukometni reprezentativac. Bio u užem krugu kandidata za sudjelovati na Svjetskom prvenstvu 2019. godine. Otpao je iz sastava zbog ozljede.
S reprezentacijom je osvojio zlato na Olimpijskim igrama u Parizu 2024. i dva zlata na Svjetskim prvenstvima 2023. i 2025. te srebro na Europskom prvenstvu 2024. i broncu na Europskom prvenstvu 2022. godine. 